# Wzgórze Bombardierów
Wzgórze Bombardierów – wzniesienie o wysokości 56 m n.p.m. położone w północno-zachodniej części Wzgórz Bukowych na terenie osiedla Szczecin-Klucz. Bezleśne wzgórze o łagodniejszych stokach wschodnich i bardziej stromych stokach zachodnich opadających ku dolinie Odry. Ze szczytu doskonały widok we wszystkich kierunkach obejmujący Szczecin, Dolinę Dolnej Odry, Wzniesienia Szczecińskie i położone bardziej na południe i wschód inne wzniesienia Wzgórz Bukowych (m.in. Bukowiec). Na wierzchołku słabo widoczne stanowiska ogniowe I i II Baterii 48. Pułku Artylerii Lekkiej 2. Łużyckiej Dywizji Wojska Polskiego, które 20 marca 1945 r. ostrzeliwały stąd nieprzyjaciela wycofującego się z rejonu Mostu Cłowego i Dworca Głównego w Szczecinie. Przez południowo-wschodnią część wzgórza przechodzi  Szlak Artyleryjski.

## Galeria

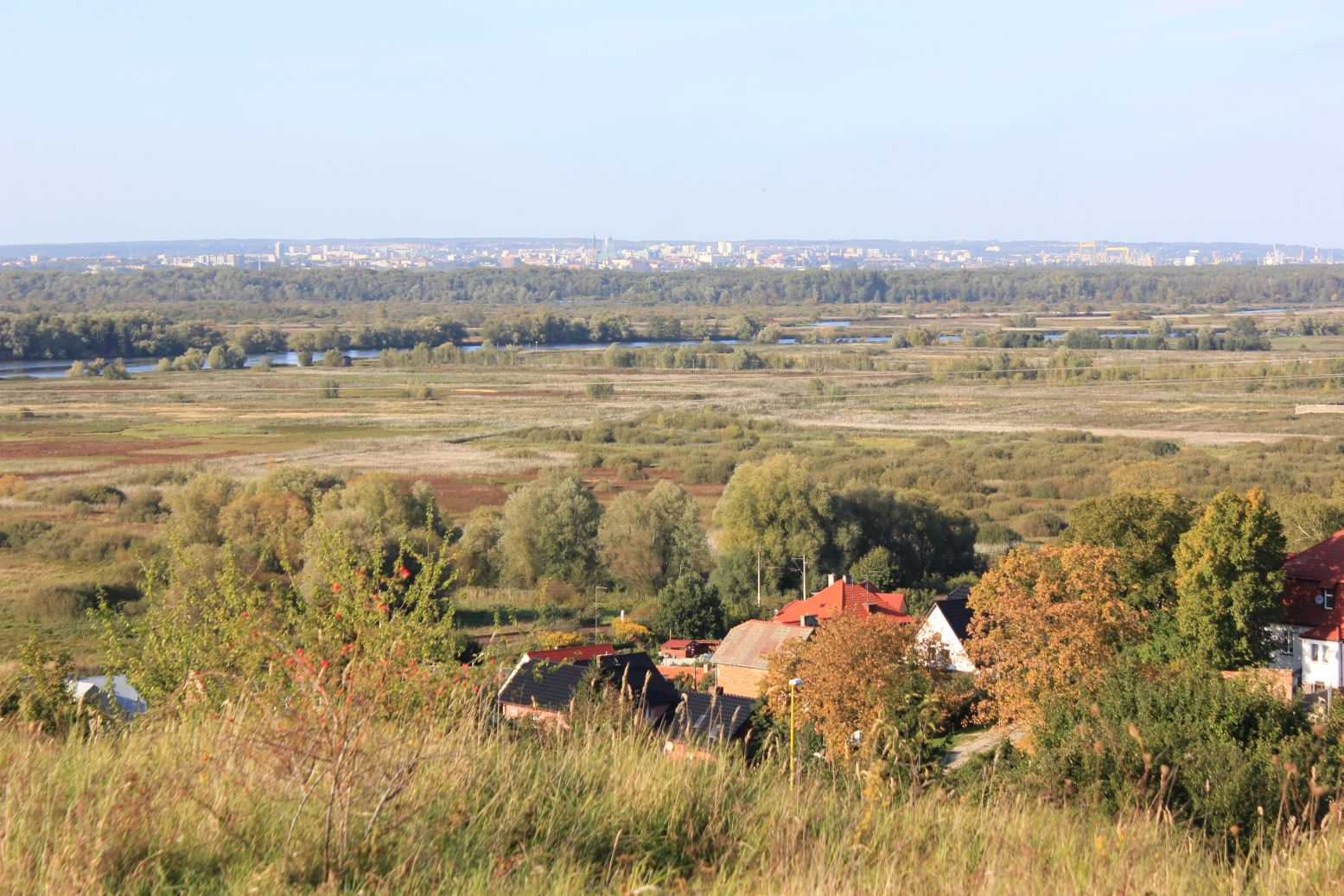
Panorama Szczecina
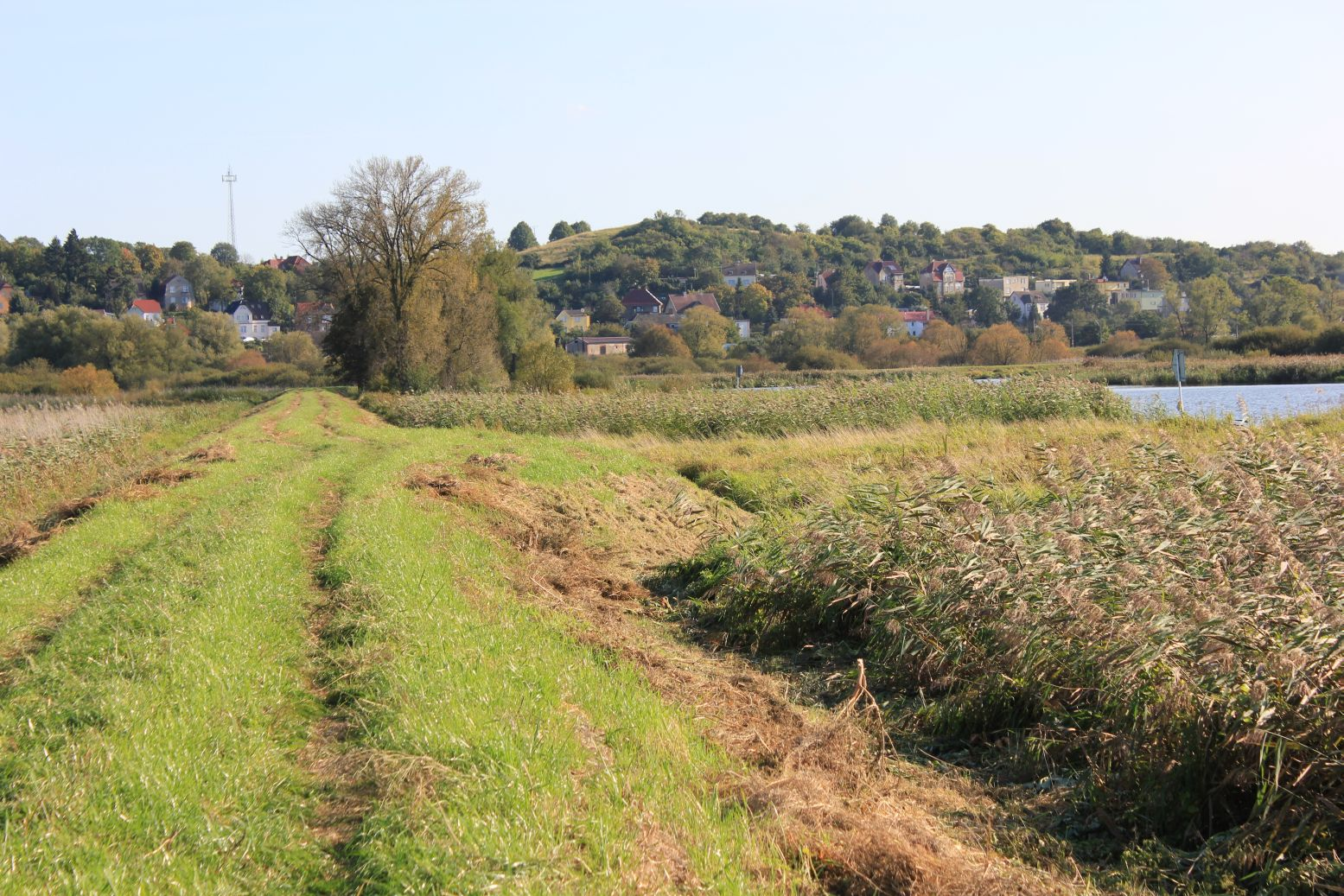
Wzgórze od strony Regalicy
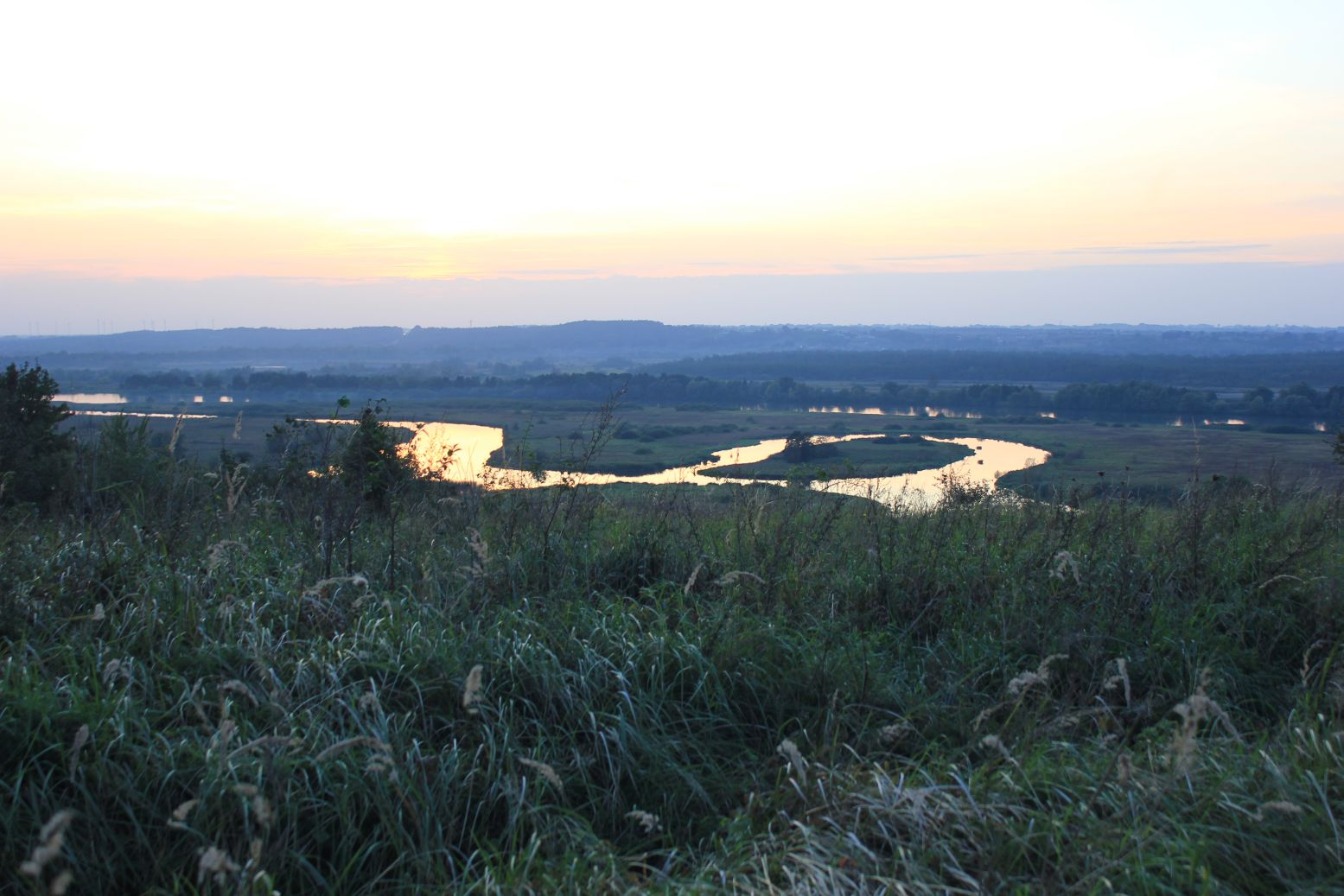
Zachód Słońca nad Wzgórzem
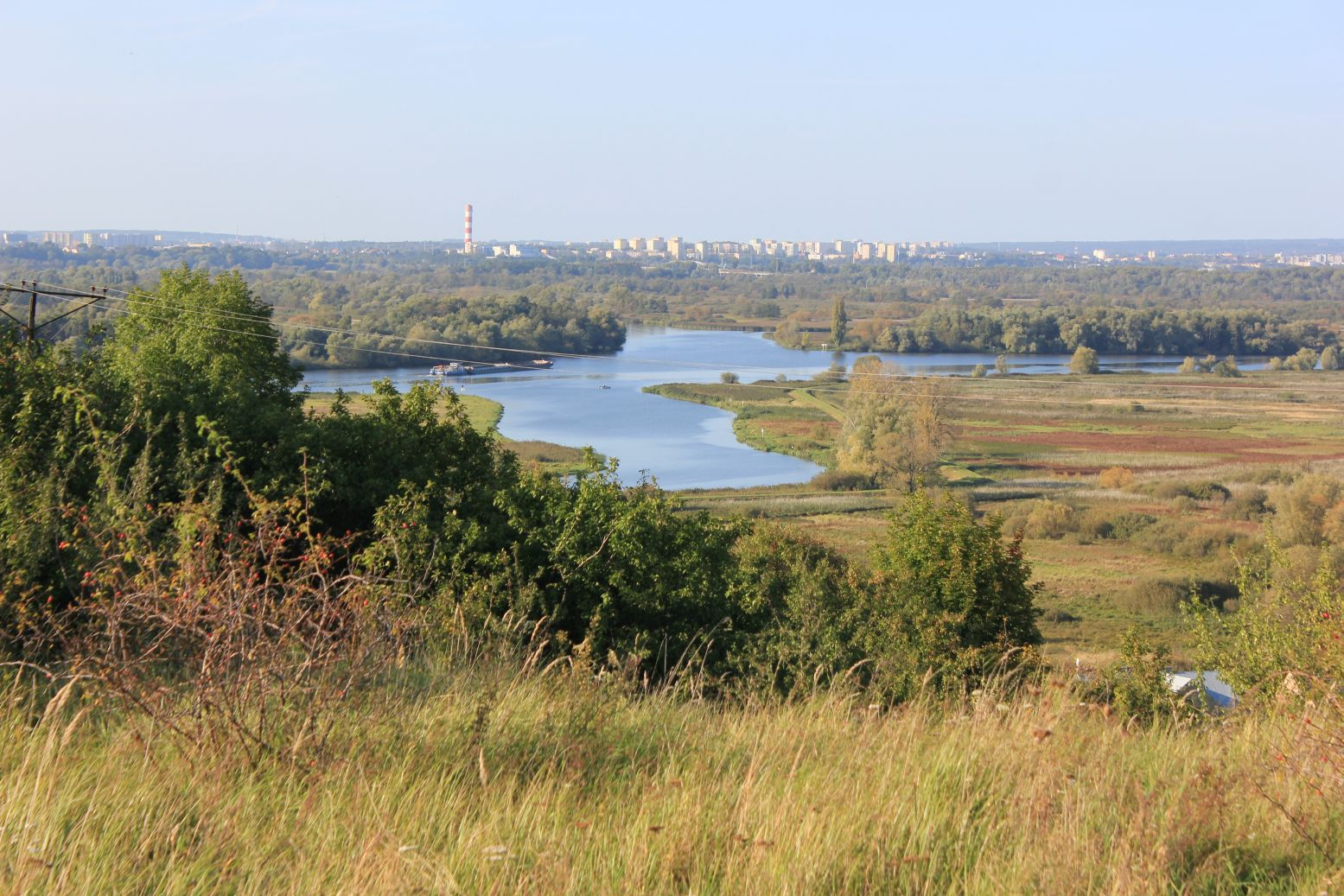
Kanał Klucki, Regalica, Pomorzany